# Colin Bell
Pour les articles homonymes, voir Bell.
Colin Bell, MBE, est un footballeur anglais né le 26 février 1946 à Hesleden et mort le 5 janvier 2021. Bell est considéré comme le meilleur joueur de tous les temps de Manchester City. Le Colin Bell Stand du City of Manchester Stadium est nommé en son honneur.

## Biographie

### Jeunesse
Bell naît à Hesleden, dans le nord-est de l'Angleterre. Il a une sœur de 12 ans son aînée. Bell fait partie d'une famille de footballeurs. Ses parents, ses trois oncles et sa sœur jouent tous au niveau amateur. Un an après sa naissance, sa mère se rend à l'hôpital pour une excroissance dans le bas du dos, et apprend qu'elle souffre d'un cancer du côlon. Son père, John William Bell, travaille dans une mine de charbon non loin de leur maison, mais n'a pas le temps de s'occuper de Colin et de sa sœur. À la mort de leur mère, les deux enfants emménagent donc avec leur tante à Blackhall Rocks (en). Sa tante travaille également dans le milieu du charbon, en tant que secrétaire pour le National Coal Board (en). Il est alors souvent seul, et passe la plupart de son temps libre à jouer au football entre les lampadaires de sa rue. À l'âge de sept ans, il retourne vivre avec son père, rejoignant sa sœur et son mari. Sa famille ne possède pas de télévision, et il doit ainsi se rendre au stade du Hartlepool United FC afin d'y voir des matchs de football. Il se rend également occasionnellement à des matchs du Sunderland AFC et y découvre ses premiers héros, Len Shackleton et Charlie Hurley. 
Bell découvre le football en club au East Durham FC, où il évolue pour les moins de 15 ans à tout juste 11 ans. Il participe à des activités sportives organisées par Brian Jemmett, un professeur de son école, et se démarque nettement par rapport aux autres jeunes. Persuadé qu'il a tout ce qu'il faut pour devenir footballeur professionnel, Jemmett prend alors Bell sous son aile et l'entraîne notamment à utiliser son pied gauche. Il s'essaie également au cricket, mais il abandonne ce sport après un essai raté pour un club local. Alors qu'il étudie à l'école technique de Stockton-on-Tees, un de ses professeurs lui propose un essai en tant que gardien de but pour le Sheffield Wednesday FC. Ne se voyant pas évoluer à ce poste, il décline l'offre. À quinze ans, Bell rejoint la meilleure équipe junior locale, le Darlington Reserves FC, et s'y fait remarquer par des clubs professionnels anglais. Après une journée d'essai non fructueuse avec l'Arsenal FC, il participe à deux matchs pour la réserve du Bury FC. Il parvient à impressionner les recruteurs et rejoint le club le 16 juillet 1963.

### Débuts professionnels
Bell commence sa carrière avec le Bury FC avec quelques apparitions pour l'équipe réserve. Lors d'un match face à la réserve du Leeds United FC, Terry Cooper lui tire un ballon en pleine face et lui brise le nez. Il doit subir une opération afin de redresser son nez et est écarté quelques semaines des terrains. À son retour de blessure, il incorpore l'équipe première du club et fait ses débuts à Maine Road face au Manchester City FC. Bien qu'il habite seul, l'ambiance familiale mise en place par l'entraîneur Bob Stokoe (en) lui permet de bien s’intégrer au club. À 19 ans, Bell devient capitaine du Bury FC. Il est alors le plus jeune capitaine de Second Division, et bien que la décision le surprend, il finit par s'habituer  et prend son nouveau rôle à cœur. Cette soudaine promotion fait parler, et des clubs de plus haut standing s'intéressent dès lors à lui. Tout en observant Bell, l'entraîneur-assistant de Manchester City Malcolm Allison tente de ternir la réputation du joueur en le critiquant à haute voix lors des matchs à Gigg Lane. Cette technique fonctionne puisque que quelques semaines plus tard, Bell signe pour les Citizens. Le club mancunien paye Bury 45 000 £ pour ses services, un montant record au moment du transfert.
En 1968, il aide le club à arracher la deuxième victoire de son histoire en championnat. La même année, Bell est convoqué pour la première fois en équipe d'Angleterre face à la Suède, match dans lequel il brille alors que les Anglais gagnent 3-1. En 1969, Manchester City gagne la FA Cup, battant Leicester City 1 à 0 d'un but de Neil Young. Cette année-là, Bell se fait remarquer en équipe nationale en marquant le seul but de la victoire 1-0 face aux Pays-Bas ainsi qu'en marquant face au Brésil. En 1970, Manchester City et Bell gagnent deux trophées, la League Cup et la Coupe des coupes.

### Coupe du monde 1970
En 1970, Bell est sélectionné pour la Coupe du monde au Mexique. Bell joue son premier et dernier match de la compétition en remplaçant Bobby Charlton lors de la défaite 3-2 face à l'Allemagne. Après le match, Bell est pointé du doigt comme étant la raison de la défaite de l'Angleterre. Charlton prend plus tard sa défense en déclarant que ce n'était pas son remplacement qui avait changé l'issue du match car l'Allemagne avait déjà marqué son premier but avant que Bell ne rentre en jeu.

### Fin de carrière
Au total, Colin est retenu 48 fois en équipe d'Angleterre, marquant neuf buts. Il a aussi été capitaine de sa sélection nationale lors de la défaite en 1972 face à l'Irlande du Nord. Malgré cela, Bell était frustré de ne pas réussir à se faire un plus grand nom sur la scène internationale alors que l'Angleterre ne parvient pas à se qualifier pour la Coupe du monde 1974, un échec qui a forcé le départ du sélectionneur, Alf Ramsey. L'ancien entraîneur de Manchester City Joe Mercer prend la tête de l'équipe nationale en tant qu'entraîneur par intérim, choisissant de faire jouer Bell dans chacun des matchs dont il a été responsable.
Bell est considéré comme l'un des meilleurs milieu de terrain anglais ayant existé. L'une de ses meilleures performances avec son équipe nationale était lors de l'humiliation infligée à l'Autriche, les Anglais ayant marqué sept buts sans en concéder lors de cette rencontre. Il a aussi aidé son équipe à battre le champion du monde en titre de l'époque, l'Allemagne lors du centième match de l'Angleterre à Wembley en 1975.

### Blessure et retraite

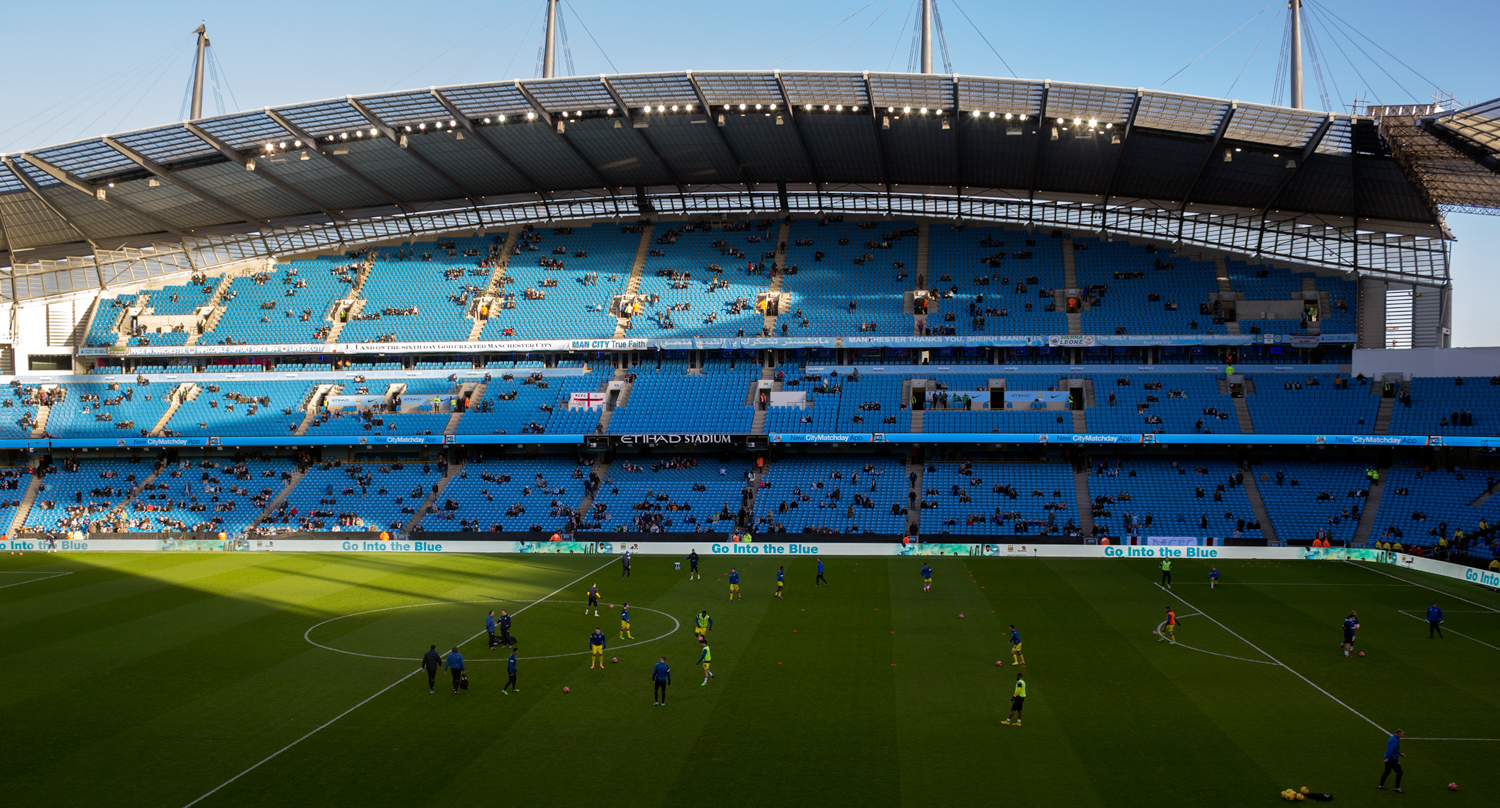
Vue depuis le Colin Bell Stand, nommé en l'honneur de Colin Bell lors de l'inauguration du City of Manchester Stadium.

En 1975, à l'âge de 29 ans, Bell se blesse à la cheville droite sur un tacle de Martin Buchan lors d'un match de League Cup à Maine Road face à Manchester United. Il tente de revenir sur les terrains en 1977, mais est obligé de tirer un trait sur sa carrière en 1979, n'ayant jamais réussi à revenir à 100 % de sa blessure. Il tente de se repêcher en 1980 en rejoignant l'ex-star de Manchester United George Best dans l'équipe des San Jose Earthquakes, mais il ne parvient pas à prendre ses marques dans l'équipe, ne jouant que cinq matchs aux États-Unis.
Colin Bell décède le 5 janvier 2021, après une courte maladie.

## Statistiques

### En club
| Saison                | Club                  | Championnat                  | Championnat | Championnat | Coupe nationale | Coupe nationale | Coupe de la Ligue | Coupe de la Ligue | Compétition(s) continentale(s) | Compétition(s) continentale(s) | Compétition(s) continentale(s) | Angleterre | Angleterre | Total | Total |
| Saison                | Club                  | Division                     | M.          | B.          | M.              | B.              | M.                | B.                | Comp.                          | M.                             | B.                             | M.         | B.         | M.    | B.    |
| 1963-1964             | Bury                  | Second Division              | 10          | 2           | -               | -               | -                 | -                 | -                              | -                              | -                              | -          | -          | 10    | 2     |
| 1964-1965             | Bury                  | Second Division              | 42          | 13          | 1               | 0               | 2                 | 0                 | -                              | -                              | -                              | -          | -          | 45    | 13    |
| 1965-1966             | Bury                  | Second Division              | 30          | 10          | 1               | 0               | -                 | -                 | -                              | -                              | -                              | -          | -          | 31    | 10    |
| Sous-total            | Sous-total            | Sous-total                   | 82          | 25          | 2               | 0               | 2                 | 0                 | -                              | -                              | -                              | -          | -          | 86    | 25    |
| 1965-1966             | Manchester City       | Second Division              | 11          | 4           | 0               | 0               | -                 | -                 | -                              | -                              | -                              | -          | -          | 11    | 4     |
| 1966-1967             | Manchester City       | First Division               | 42          | 12          | 6               | 1               | 2                 | 1                 | -                              | -                              | -                              | -          | -          | 50    | 14    |
| 1967-1968             | Manchester City       | First Division               | 35          | 14          | 4               | 2               | 4                 | 1                 | -                              | -                              | -                              | 2          | 0          | 45    | 17    |
| 1968-1969             | Manchester City       | First Division               | 39          | 14          | 5               | 0               | 3                 | 1                 | C1                             | 2                              | 0                              | 5          | 1          | 54    | 16    |
| 1969-1970             | Manchester City       | First Division               | 31          | 11          | 2               | 0               | 6                 | 5                 | C2                             | 9                              | 5                              | 7          | 1          | 55    | 22    |
| 1970-1971             | Manchester City       | First Division               | 34          | 13          | 3               | 4               | 1                 | 0                 | C2                             | 7                              | 2                              | -          | -          | 45    | 19    |
| 1971-1972             | Manchester City       | First Division               | 33          | 12          | 2               | 0               | 1                 | 2                 | -                              | -                              | -                              | 6          | 1          | 42    | 15    |
| 1972-1973             | Manchester City       | First Division               | 39          | 7           | 5               | 2               | 2                 | 1                 | C3                             | 1                              | 0                              | 9          | 1          | 56    | 11    |
| 1973-1974             | Manchester City       | First Division               | 41          | 7           | 2               | 0               | 11                | 3                 | -                              | -                              | -                              | 10         | 1          | 64    | 11    |
| 1974-1975             | Manchester City       | First Division               | 42          | 15          | 1               | 0               | 2                 | 3                 | -                              | -                              | -                              | 7          | 4          | 52    | 22    |
| 1975-1976             | Manchester City       | First Division               | 20          | 6           | 0               | 0               | 5                 | 1                 | -                              | -                              | -                              | 2          | 0          | 27    | 7     |
| 1976-1977             | Manchester City       | First Division               | 0           | 0           | 0               | 0               | 0                 | 0                 | -                              | -                              | -                              | -          | -          | 0     | 0     |
| 1977-1978             | Manchester City       | First Division               | 17          | 2           | 2               | 0               | 2                 | 0                 | -                              | -                              | -                              | -          | -          | 21    | 2     |
| 1978-1979             | Manchester City       | First Division               | 10          | 0           | 2               | 0               | 1                 | 0                 | C3                             | 4                              | 1                              | -          | -          | 17    | 1     |
| Sous-total            | Sous-total            | Sous-total                   | 394         | 117         | 34              | 9               | 38                | 17                | -                              | 23                             | 8                              | 48         | 9          | 537   | 160   |
| 1980                  | San Jose Earthquakes  | North American Soccer League | 5           | 0           | -               | -               | -                 | -                 | -                              | 46                             | 10                             | -          | -          | 51    | 10    |
| Total sur la carrière | Total sur la carrière | Total sur la carrière        | 508         | 0           | 33              | 0               | 4                 | 0                 | -                              | -                              | -                              | 48         | 9          | 593   | 9     |

## Palmarès et distinctions

### En club
- Manchester City
  - Vainqueur de la Second Division 1966-1967
  - Vainqueur de la First Division en 1967-1968
  - Vainqueur de la Coupe d'Angleterre en 1969
  - Vainqueur de la League Cup en 1970 et 1976
  - Vainqueur de la Coupe des coupes en 1970
  - Vainqueur du Charitiy Shield en 1973
  - Deuxième de First Division en 1976-1977
  - Finaliste de la League Cup en 1974
  - Champion de la Reserve League en 1977-1978

### Individuel
- Inclut dans le "Football League 100 Legends"
- Le "Colin Bell Stand" du City of Manchester Stadium fut nommé en son honneur
- Inclut dans le "English Football Hall of Fame" en 2005
- Élu "Manchester City's all-time cult hero" par la BBC Football Focus
- Récompensé MBE par la Reine d'Angleterre en 2005